# Escandea
Escandea (en griego, Σκάνδεια) es el nombre de una antigua ciudad portuaria griega situada en la isla de Citera, en Laconia.
Es citada por Homero en la Ilíada, como uno de los lugares donde estuvo el particular casco de colmillos de jabalí que Meríones había dado a Odiseo. En Escandea ese casco estaba bajo poder de Anfidamante de Citera.
En el año 424 a. C., durante la guerra del Peloponeso, los atenienses realizaron una expedición contra la isla de Citera, con sesenta naves. Tras desembarcar, tomaron primero la ciudad de Escandea y luego se dirigieron contra la de Citera, que entonces estaba alejada del mar. Sus habitantes resistieron un tiempo pero luego acordaron someterse a los atenienses. Estos establecieron allí una guarnición.
Pausanias ubicaba Escandea a diez estadios de la ciudad de Citera.
Se localiza en la población actual de Kastri.